# Exophyla multistriata
Exophyla multistriata là một loài bướm đêm trong họ Erebidae.